# Äntligen måndag
Äntligen måndag är ett humorprogram som visades i SVT2 från den 14 november 1994 till den 9 mars 1995. Det är ett liveprogram med publik på plats. Programledare var Peter Settman, Fredde Granberg och Kajsa Thoor.
Programmet innehåller med olika sketcher samt ett avsnitt av TV-serien Snutarna som sändes i varje program. Snutarna handlar om två poliser, Jan-Olof och Henry, som spelas av Peter Settman och Fredde Granberg. Ett annat inslag var olika parodier på TV-nyheterna, till exempel Julnytt med riktigt röda Rudolf. Programmet visades först på måndagar, därav namnet. Då TV-sändningarna flyttades till torsdagar bytte programmet namn till Egäntligen måndag.